# ブバカル・トラワリー
スティーヴ・ブバカル・トラワリー（英語: Steve Bubacarr Trawally、1994年11月10日 - ）は、ガンビアのサッカー選手。ガンビア代表。ポジションはFW。

## クラブ歴
レアル・デ・バンジュールFCで選手となった。
2015年1月12日に中国サッカー・スーパーリーグの杭州緑城足球倶楽部に移籍。すぐに中国サッカー・甲級リーグの延辺天白山足球倶楽部に年末までの期限付き移籍をした。3月14日の第1節で初出場初得点を記録し、1-0で勝利した。5月23日の試合で中指を立てて退場、4試合の出場停止及び2万元の罰金となった。7月18日にハットトリックを達成した。8月8日にもハットトリックの活躍を見せた、26試合で17得点し、昇格に貢献した。
2016年2月13日に改名した延辺富徳に完全移籍。3月11日の第2節で88分にニコラ・ペトコヴィッチに代わって投入され、中国サッカー・スーパーリーグで初出場。26試合8得点で残留に貢献し、2017年2月に契約を2年更新した。2017年も北京中赫国安と広州恒大淘宝からハットトリックを決めるなど18得点の活躍を見せた。しかし2017シーズンでクラブは降格し、退団した。
2018年にデンマーク・スーペルリーガのヴェイレBKに加入。しかし、2月9日に延辺富徳は契約が残っており移籍は承認できないとの声明を出した。中国の移籍市場の最終日の同月28日に貴州恒豊足球倶楽部が違約金を払う事によってこれは解決した。結果的に個人残留した彼は、3月4日に移籍後初出場をした。
2019年2月にサウジ・プロフェッショナルリーグのアル・シャバブ・リヤドに完全移籍。同年、アジュマーンCSCに期限付き移籍。2021年に完全移籍となった。
2022年3月31日、ハンマルビーIFに2年契約で移籍。

## 代表歴
2015年9月6日、アフリカネイションズカップ2017予選・グループMのカメルーン代表戦で64分にパ・アマト・ディバに代わって投入され代表初出場。